# Services Google Play
Services Google Play ou Google Play Services est un service d’arrière-plan propriétaire et un paquet API produit par Google pour les appareils Android. Lorsqu’il a été introduit en 2012, il a fourni l’accès aux API Google+ et OAuth 2.0. Elle s’est étendue à une variété de services Google, permettant aux applications de communiquer avec les services par des moyens communs,.
Les services offerts incluent la géolocalisation et le géo-repérage, des services d'authentification unique (SSO), le suivi de la santé et de la condition physique des utilisateurs, le traitement des paiements, la publicité intégrée et des scans de sécurité. De nombreuses applications sur les appareils Android dépendent de l’utilisation de Google Play Services, et le paquet impose à l’utilisateur l'utilisation d'un compte Google et l'acceptation des conditions d’utilisation de Google. La distribution de Google Play Services sur un appareil Android nécessite une licence de Google, qui interdit contractuellement aux fabricants d'équipements de produire des appareils Android qui soient incompatibles avec les spécifications de Google.

## Service
Google Play Game Services peut être utilisé par les développeurs d’applications pour permettre une expérience compétitive et sociale grâce à l’utilisation de classements, réalisations et sessions multijoueurs. L’API Jeux sauvegardés est disponible pour synchroniser les jeux sauvegardés sur l’infrastructure cloud de Google. Les API de localisation fournissent des spécifications sur les technologies de localisation, fournissant des API de géolocalisation pour planifier des actions spécifiques lorsque l’utilisateur entre ou quitte des limites géographiques spécifiques, Le fournisseur de localisation fusionnée acquiert des informations de localisation telles que la consommation réduite d’énergie et la reconnaissance d’activité pour permettre aux applications de s’adapter à l’action actuelle de l’utilisateur (p. ex., vélo, marche, etc.).
L’API Google Sign-in Android fournit une connexion unique, authentifiant l’utilisateur à l’intérieur des applications en utilisant les identifiants de compte Google. L’API Android de Google Maps permet aux applications d’inclure Google Maps ou Street View sans avoir à ouvrir une application séparée, permettant un contrôle total sur la caméra et fournissant un moyen d’ajouter des marqueurs personnalisés et des superpositions de cartes. L’API Google Drive Android permet à Google Drive d’être utilisé comme une structure de stockage, fournissant la recherche et la synchronisation de documents avec d’autres outils de manipulation de fichiers. L’API Google Cast pour Android ajoute des fonctionnalités de diffusion pour permettre aux applications Android d’afficher du contenu sur les téléviseurs à l’aide de Google Cast, en plus de fournir diverses aides pour les types audio, vidéo et image courants.
Google Mobile Ads intègre des publicités dans les applications, permettant la monétisation en ciblant les publicités en fonction de facteurs tels que l’emplacement de l’utilisateur. L’API Google Pay permet d’acheter des services et des biens via Google Pay. Les autres API comprennent l’API Google Fit, les méthodes d’authentification de compte et Google Analytics.
Google Play Services est utilisé par presque toutes les applications Google qui ont des pouvoirs au niveau du système. Tous les principaux services Android sont contrôlés par Google Play Services, et de nombreuses applications tierces en dépendent également. Sans cela et son exigence de se connecter avec un compte Google, les applications peuvent ne pas fonctionner correctement.
Google Play Protect est une unification des systèmes de sécurité Android. En 2019, la société a annoncé que le logiciel numérisait 50 millions d’applications par jour. Le 6 novembre 2019, Google a annoncé l’App Defense Alliance. Les partenaires peuvent demander à Google Play Protect d’analyser une application. Les résultats sont envoyés au partenaire et Google Play Protect reçoit les résultats des partenaires. Depuis novembre 2019, les partenaires de l’App Defense Alliance comprennent : ESET, Lookout et Zimperium.

## Adoption
Les services Google Play sont automatiquement mis à jour via Google Play sur les appareils avec Android 4.4 ou une version plus récente. Cela signifie que Google peut fournir des mises à jour sans que les fabricants aient à mettre à jour le firmware Android, travaillant autour de la fragmentation de la plate-forme qui est devenue célèbre pour les produits Android,.
| Version OS                        | Version la plus récente | Date de sortie    | Durée de vie utile |
| --------------------------------- | ----------------------- | ----------------- | ------------------ |
| Android 6.0 ou version ultérieure | 22.18.20 (iOS 16.1)     | 26 juin 2022      | 7 ans              |
| Android 4.4 - 5.1.1               | 22.15.14 (iOS 15.5)     | 16 mai 2022       | 8 ans, 6mois       |
| Android 4.1 - 4.3.1               | 21.33.56 (iOS 12.5.6)   | 23 septembre 2021 | 9 ans, 2 mois      |
| Android 4.0 - 4.0.4               | 14.8.49 (iOS 12.1.4)    | 7 février 2019    | 7 ans, 3 mois      |
| Android 2.3 - 3.2.6               | 10.0.84 (iOS 10.1)      | 13 novembre 2016  | 5 ans, 11 mois     |
| Android 2.2                       | 3.2.25 (iOS 8.1)        | 16 octobre 2014   | 4 ans, 4 mois      |

## Préoccupations
Le projet Android Open Source (AOSP) a été annoncé en 2007, et a fonctionné comme système de base pour tous les OEM et les modifications de firmware tels que CyanogenMod et LineageOS. Diverses applications AOSP ont été transférées à Google Play avec un modèle à source fermée. De nombreuses applications (comme Lyft, Uber et de nombreuses applications Google comme Gmail et YouTube) ne fonctionnent que lorsque le pack Google Play Services est disponible et activé.
La distribution de Google Play Services dans le cadre du pack Google apps nécessite une licence de Google, qui interdit contractuellement aux producteurs d’appareils de produire des appareils Android qui sont incompatibles avec les spécifications Android de Google. D’autres qui sont intéressés à modifier le système Android sont tenus soit de se retirer des services Google Play ou d’obtenir le paquet Google Apps à partir d’un appareil qui les a pré-installé ou d’une source non officielle.

## Dépendance involontaire aux services Google Play
En complétant une ROM alternative avec les Google Services, il est possible de retrouver un appareil avec une version plus à jour d'Android, réalisée par des passionnés, et compatible avec les applications de dernière génération. Cependant, un certain public ne souhaitant pas des applications Google, se voit souvent contraint par différentes applications (service public, applications commerciales), à ne pouvoir les utiliser de manière fonctionnelle en l'absence de services Google.